# Герріт Ян Мюлдер

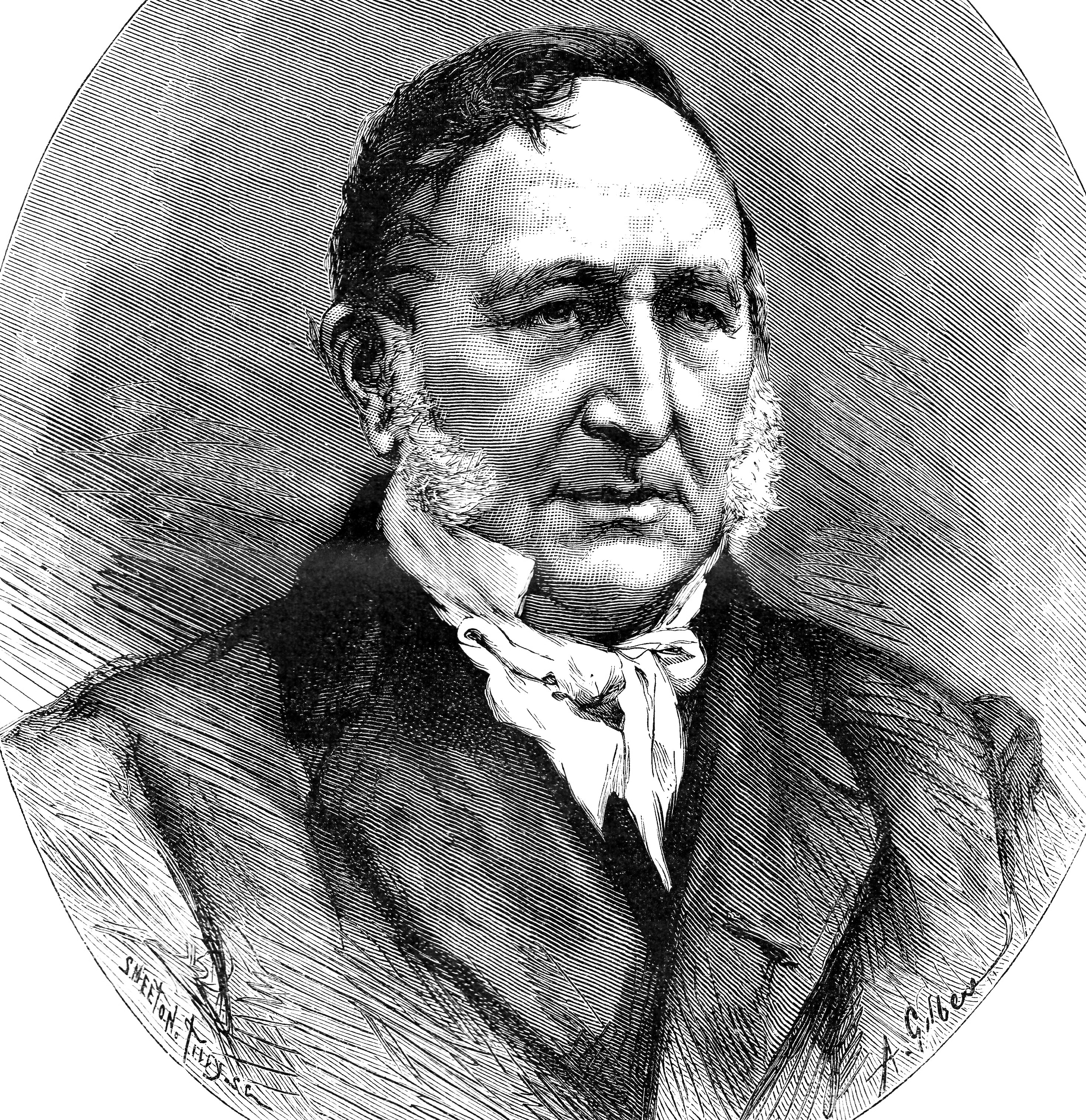

Герріт Ян Мюлдер (нід. Gerardus Johannes Mulder) (нар. 27 грудня 1802, Утрехт — пом. 18 квітня 1880 18 квітня 1880, Беннеком) — нідерландський хімік-органік, який описав хімічний склад білків.
У його початковій формулі були неточності, які він усунув після листування з Берцеліусом. Одна з найважливіших робіт Мюлдера — стаття «Про склад деяких речовин, отриманих з тварин», де він припустив, що тварини отримують велику частину необхідних білків з рослин.